# Nesrine Houili
Nesrine Houili (* 27. August 2003 in Oued Tlélat) ist eine algerische Radsportlerin.

## Sportlicher Werdegang
Nesrine Houili begann ihre sportliche Karriere im Radsport im Alter von 13 Jahren beim Klub ihrer Heimatstadt Nasr Tlélat, bevor sie Anfang 2020 zum AS Naftal Oran wechselte.
2020 startete Houili bei den Bahn-Afrikameisterschaften in Kairo und errang bei den Juniorinnen drei Titel und drei weitere Medaillen. Im Jahr darauf, noch immer bei den Juniorinnen, dominierte sie das Geschehen der Meisterschaften mit sechs Titeln, die sie in Kurzzeit- wie Ausdauerdisziplinen holte. Bei den Straßenmeisterschaften 2021 in Scharm asch-Schaich belegte sie in Einzelzeitfahren und Straßenrennen der Juniorinnen jeweils Platz drei.
Bei Straßen-Afrikameisterschaften 2022 wurde sie Vierte im Straßenrennen; als beste U23-Fahrerin gewann sie jedoch den Titel dieser Kategorie. Im Einzelzeitfahren der Elite und U23 setzte sie die schnellste Zeit und war damit Afrikameisterin beider Kategorien. Auch bei den Bahn-Afrikameisterschaften gewann sie einen Elite-Titel, und zwar in der Einerverfolgung. Im selben Jahr wurde sie nationale Meisterin im Einzelzeitfahren.
2023 fuhr Houili auf der Straße für das Nachwuchsteam Canyon SRAM Generation, dabei sammelte sie Erfahrung bei Rennen in Europa. Eine Reihe von Medaillengewinnen hatte sie bei den Afrikameisterschaften sowie den Arabischen Sportspielen und den Arabischen Radsport-Meisterschaften. 2024 gewann sie unter anderem den U23-Titel im Straßenrennen der Afrikaspiele und vertrat Algerien im olympischen Straßenrennen, welches sie unterwegs aufgeben musste.

## Erfolge

### Bahn
2020
- Junioren-Afrikameisterin – 500-Meter-Zeitfahren, Einerverfolgung, Omnium
- Junioren-Afrikameisterschaft – Keirin, Punktefahren
- Junioren-Afrikameisterschaft – Sprint

2021
- Junioren-Afrikameisterin – Keirin, Zeitfahren, Punktefahren, Scratch, Einerverfolgung, Ausscheidungsfahren
- Junioren-Afrikameisterschaft – Omnium

2022
- Afrikameisterin – Einerverfolgung
- Afrikameisterschaft – Ausscheidungsfahren
- Afrikameisterschaft – 500-Meter-Zeitfahren, Punktefahren

2024
- Afrikameisterschaft – Einerverfolgung
- Afrikameisterschaft – Zeitfahren, Ausscheidungsfahren

2025
- Afrikameisterin – Zeitfahren, Einerverfolgung
- Afrikameisterschaft – Scratch, Punktefahren, Ausscheidungsfahren, Zweier-Mannschaftsfahren (mit Siham Bousba)

### Straße
2021
- Junioren-Afrikameisterschaft – Einzelzeitfahren, Straßenrennen
- Algerische Junioren-Meisterin – Einzelzeitfahren, Straßenrennen

2022
- Afrikameisterin – Einzelzeitfahren
- U23-Afrikameisterin – Straßenrennen
- Algerische Meisterin – Einzelzeitfahren
- Algerische U23-Meisterin – Einzelzeitfahren

2023
- U23-Afrikameisterin – Einzelzeitfahren
- U23-Afrikameisterschaft – Straßenrennen
- Arabische Sportspiele – Einzelzeitfahren
- Arabische Sportspiele – Mannschaftszeitfahren
- Arabische Meisterschaften (U23) – Einzelzeitfahren
- Arabische Meisterschaften – Mannschaftszeitfahren
- Arabische Meisterschaften – Straßenrennen

2024
- Afrikaspiele – Straßenrennen (U23)
- Afrikaspiele – Einzelzeitfahren (U23)
- Algerische Meisterin (U23) – Einzelzeitfahren

2025
- Algerische Meisterin – Einzelzeitfahren